# 佩德罗·马丘卡

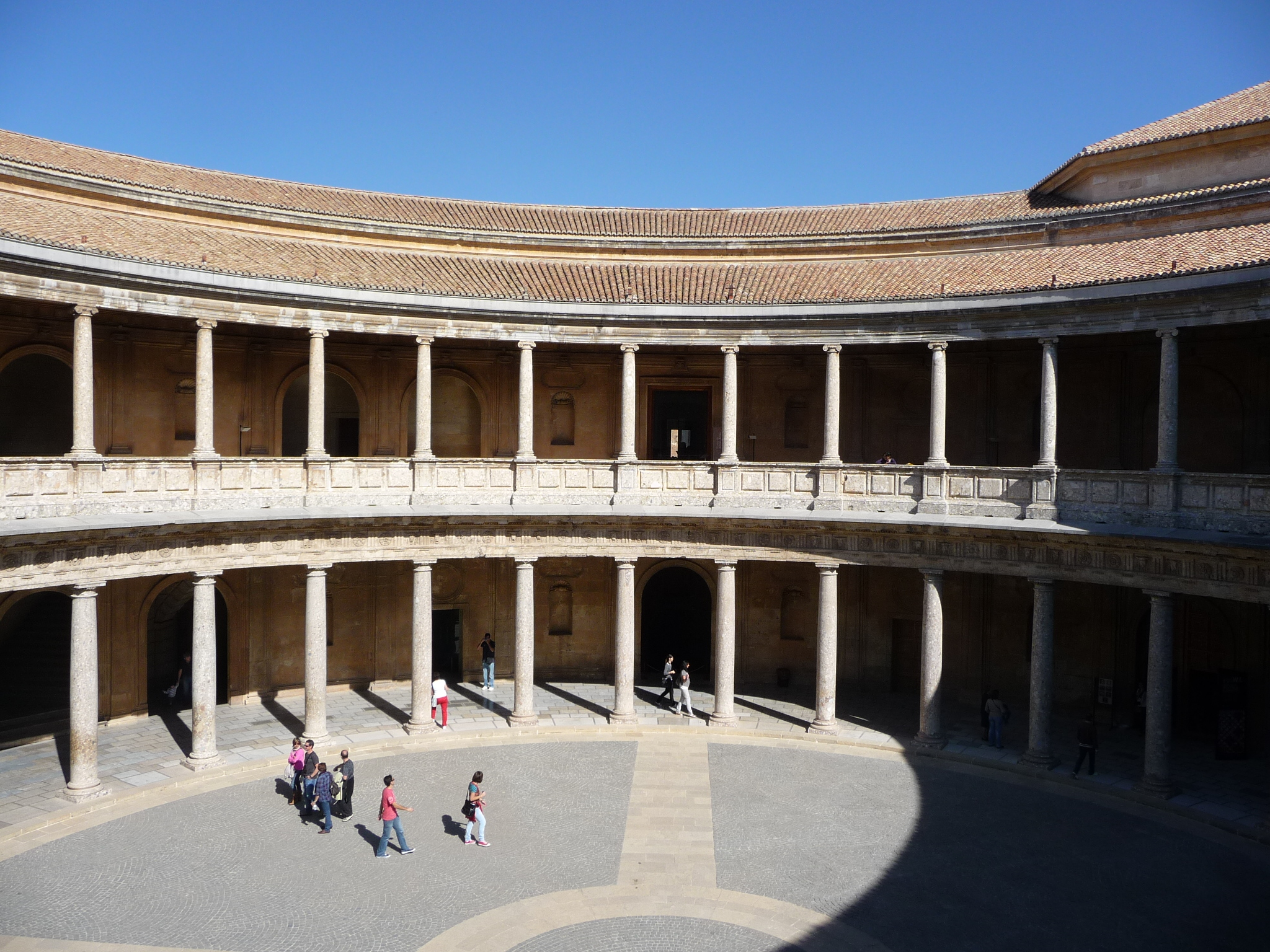
由佩德罗·马丘卡所设计的查理五世宫殿

佩德罗·马丘卡 （西班牙语Pedro Machuca，约1490—1550年）为西班牙建筑师和画家，生于托莱多，主要因设计西班牙格拉纳达阿尔卡萨附近的查理五世宫（始于1528年）而知名。这一建筑的重要性在于它可能代表着西班牙的第一座经典的文艺复兴式建筑，在文化意义上它代表了西班牙的基督徒征服者挑战摩尔式建筑对这一地区（格拉纳达省）支配权的竭力主张。
然而对于建筑师本人的生活经历人们知之甚少，他被认为曾经是米开朗琪罗和蓬托莫的学生或者朋友，在1520年回到西班牙，并成为格拉纳达皇家礼拜堂的一名画家，同样也活动于哈恩（Jaén）、托莱多以及Uclés（西班牙昆卡市的一个自治区）。